# 戰國自衛隊1549
《戰國自衛隊1549》是2005年6月上映的日本電影。角川映畫製作、東寶映畫配給。原案是半村良，原作為福井晴敏。相對於1979年上映的《戰國自衛隊》，本片是重新製作作品，與舊作的設定、故事沒有直接關聯。

## 故事概要
2003年，在陸上自衛隊東富士駐屯地，第三實驗中隊正在進行一場試驗，結果試驗時發生意外，第三實驗中隊意外的回到戰國時代的日本，結果遭遇攻擊，死傷慘重。
2005年，富士山出現了奇異的現象，而森三佐與神崎二尉兩人找上了第三實驗中隊的指揮官的場一佐昔日的部下鹿島，希望鹿島能夠參加救援第三實驗中隊的行動，起先鹿島拒絕了兩人的要求，但就在鹿島見到因第三實驗中隊試驗意外而來到平成時代的飯沼七兵衛之後決定參加救援第三實驗中隊的行動，森三佐將救援第三實驗中隊的行動代號定為“羅密歐”，而救援部隊就叫做“羅密歐隊”，羅密歐隊回到1549年去救援第三實驗中隊，但是必須在三天的時間內完成，否則世界就會毀滅，羅密歐隊回到1549年時遇上攻擊，好不容易逃離敵人的攻勢，沒想到第二天羅密歐隊被敵人抓住，此時鹿島等人卻發現敵人士兵身上居然掛著89式步槍，而鹿島等人被敵人帶到他們的陣地，沒想到卻發現敵人的指揮官居然是……而且他們正在進行一項陰謀……

## 電影版
2006年4月和6月在台灣及香港上映。

### 製作人員
- 原案：半村良
- 原作：福井晴敏
- 導演：手塚昌明
- 劇本：竹內清人、松浦靖
- 音樂：Shezoo

### 演員
- 鹿島勇祐：江口洋介
- 神崎怜2尉：鈴木京香
- 的場毅1佐（織田信長）：鹿賀丈史
- 森彰彥3佐：生瀨勝久
- 與田2尉：的場浩司
- 三國陸曹長：嶋大輔
- 飯沼七兵衛：北村一輝
- 濃姬：綾瀨遙
- 蜂須賀小六：宅麻伸
- 齋藤道三：伊武雅刀
- 藤介：中尾明慶

## 外部連結
- 戦国自衛隊1549 - allcinema
- 戦国自衛隊1549 - KINENOTE